# ورتومنوس
ورتومنوس (انگلیسی: Vertumnus) در اسطوره‌شناسی روم او خدای فصول، تغییر و رشد گیاهان و همچنین باغ‌ها و درختان میوه است.